# Tetragnatha obscura
Tetragnatha obscura är en spindelart som beskrevs av Gillespie 2002. Tetragnatha obscura ingår i släktet sträckkäkspindlar, och familjen käkspindlar. Inga underarter finns listade i Catalogue of Life.